# Il Civetto
Il Civetto (Eigenschreibweise: IL CIVETTO) ist eine Berliner Musikgruppe des Fusion-Pop.

## Geschichte
Die Anfänge von Il Civetto gehen auf Jam-Sessions in den Berliner U- und S-Bahnen zurück. Der Erfolg dieser Sessions führte 2010 zu einem ersten Booking und schließlich zur Gründung der Band. Nach Auftritten auf Privatpartys und in bekannten Berliner Szeneclubs wie Kater Holzig und Sisyphos nahm die Band ihr erstes Album auf. Die Musiker lassen sich von ihren Reisen inspirieren und verarbeiten diese Eindrücke in ihrer Musik.
Il Civetto setzt sich aus einer Gruppe von Freunden mit unterschiedlichen musikalischen Hintergründen zusammen. Die Bandmitglieder, darunter Leon Bollinger (Schlagzeug, Percussion), Lars Löffler-Oppermann (Klarinette, Saxofon, Keyboard) und Sänger Leon Keiditsch, kombinieren ihre Vielseitigkeit und Neugierde für verschiedene Musikrichtungen. Im Laufe der Zeit erweiterte sich die Band um Dany Ahmad (Bass) und Robert Kondorosi (Gitarre).

### Entstehung und Gründungszeit
Die Wurzeln von Il Civetto gehen auf die Schulzeit zurück, in der sich die Bandmitglieder Leon Bollinger, Lars Löffler-Oppermann, Leon Keiditsch sowie die ehemaligen Mitglieder Tristan Böttger und Leonard Schulz bereits seit der Mittelstufe kannten. Die enge Verbundenheit untereinander legte den Grundstein für ihre spätere musikalische Zusammenarbeit. Neben den genannten Gründungsmitgliedern schlossen sich in der Folgezeit der Bassist Dany Ahmad und der Gitarrist Robert Kondorosi der Gruppe an.

### Entwicklung und Karriere
Die Band trat in verschiedenen Städten und auf Festivals wie dem Montreux Jazz Festival, MS Dockville, Fusion Festival und anderen auf. Ihr Debütalbum wurde 2015 durch eine erfolgreiche Crowdfunding-Kampagne finanziert. Es folgten Interviews, Fernsehauftritte und zahlreiche Festivalshows.
2019 schloss die Band einen Indie-Deal mit Eastblok Music für ihr zweites Album Facing the Wall ab. Zwischen den Alben veröffentlichten sie auch zwei EPs. Der bisherige Höhepunkt ihrer Karriere war 2022 das dritte Album Späti del Sol, das ihren ersten Charterfolg (#41) feierte. Das Album wurde unter dem Label Seven.One Starwatch veröffentlicht und war das erste, das komplett auf Deutsch geschrieben wurde. Die Band trat bei verschiedenen TV-Shows auf und war von September bis Dezember 2022 auf Tour.
Im Sommer 2023 spielte Il Civetto auf mehreren Festivals, darunter Puls Open Air, Pangea, Summerjam Festival, Burg Herzberg Festival und Open Flair Festival. Im März 2024 wurde das vierte Album Liebe auf Eis veröffentlicht, gefolgt von der bisher größten Tour in Deutschland und der Schweiz ab April 2024.

## Diskografie
Alben
- 2015: Il Civetto (Eastblok Music)
- 2019: Facing the Wall (Eastblok Music)
- 2022: Späti del Sol (Seven.One Starwatch / Sony Music Entertainment)
- 2024: Liebe auf Eis (Seven.One Starwatch / Sony Music Entertainment)

Singles und EPs
- 2015: Liberté Ana (Monolink Remix)
- 2016: Ébabaré (Eastblok Music)
- 2016: Lubmin (Acker Records)[2]
- 2018: So We Are Here
- 2019: Tout Va Changer Demain
- 2019: Et puis rien
- 2021: Rio-Reiser-Platz
- 2021: Rio-Reiser-Platz (Akustik Session)
- 2021: Barbazan (Starwatch)
- 2022: Neonlicht
- 2022: Neonlicht (AKA AKA Remix)
- 2022: Neonlicht (Akustik Session)
- 2022: Andere Welt (feat. Bukahara)
- 2023: Blue Hour
- 2023: Blue Hour – Lo-Fi Session
- 2023: Liebe auf Eis
- 2023: Liebe auf Eis – Limoncello Version (feat. OK.Danke.Tschüss)
- 2023: Nie wieder Winter (feat. MOLA)